# Kenza Farah
Kenza Farah (8 de julio de 1986, Bugía, Argelia) es una cantante francesa de R&B, originaria de Argelia. 
Llegó a Francia muy joven, donde creció en el 15º distrito de Marsella. 
Es considerada el primer éxito en internet en la historia de la industria musical francesa. Su álbum Authentik , lanzado en 2007, fue disco de oro en su segunda semana.

## Discografía

### Álbumes
Álbumes de estudio
- 2007: Authentik
- 2008: Avec le cœur
- 2010: Trésor
- 2012: 4 Love
- 2014: Karismatik
- 2019: Au clair de ma plume

Álbumes recopilatorios
- 2008 : Authentik Mixtape

### Sencillos
- 2007: "Je me bats" / "Appelez-moi Kenza"
- 2007: "Lettre du front" (con Sefyu)
- 2008: "15ème hardcord" (con G.A.P soosol)
- 2008: "Au cœur de la rue" / "J'essaie encore"
- 2009: "Faut Pas Oublier" (con Bossniak)
- 2009: "Celle qu'il te faut" (con Nina Sky)
- 2009: "Je représente"
- 2010: "Desillusion du ghetto"
- 2010: "Là où tu vas" (forma parte de la banda sonora de la película Coursier)[2]
- 2010: "Militante"
- 2012: "Quelque Part"
- 2012: "Coup de cœur" (con Soprano)
- 2013: "Obsesión (Tropical Family)" (con Lucenzo)
- 2014: "Yätayö"
- 2014: "Problèmes" (con Jul)
- 2016: "Fais le job"
- 2016: "Mon ange 2.0"
- 2018: "Photos"